# SN 2010je
SN 2010je – supernowa odkryta 2 listopada 2010 roku w galaktyce NGC 6350. W momencie odkrycia miała maksymalną jasność 17,10m.